# Championnat de Belgique de football 2003-2004
Navigation
Saison précédente Saison suivante
Le championnat de Belgique de football 2003-2004 est la 101e saison du championnat de première division belge. Le championnat oppose 18 équipes en matches aller-retour.
Il n'y a guère de suspense dans la course au titre. Le Sporting Anderlecht commence la saison en trombe tandis que ses principaux concurrents perdent des points contre des équipes à leur portée. L'avance des bruxellois monte au-delà de dix points et ils peuvent même se permettre une fin de saison en roue libre sans être menacé par leurs poursuivants. Le Club Bruges finit deuxième avec neuf points de retard et le Standard de Liège troisième à seize points des « Mauves ».
En bas de classement, cinq clubs luttent longtemps pour leur maintien. Parmi eux, les deux promus du Cercle de Bruges et d'Heusden-Zolder, les deux clubs hennuyers Charleroi et Mons, ainsi que l'Antwerp. Malgré deux changements d'entraîneur, le « Great Old » termine la saison à la dernière place et redescend en Division 2, après avoir disputé sa 96e saison parmi l'élite. Il est accompagné à l'échelon inférieur par Heusden-Zolder, dont l'équipe est composée en majorité de joueurs excédentaires du Racing Genk, qui quitte la Division 1 après une seule saison. Le club ne parviendra jamais à remonter et cessera ses activités en 2006.

## Clubs participants
Dix-huit clubs prennent part à ce championnat, soit autant que lors de l'édition précédente. Ceux dont le matricule est indiqué en gras existent toujours aujourd'hui.
| #  | Nom                                                    | Mat. | Ville          | Stades                      | Entraîneur          | En D1 depuis (série) | Total en D1 | Saison précédente |
| -- | ------------------------------------------------------ | ---- | -------------- | --------------------------- | ------------------- | -------------------- | ----------- | ----------------- |
| 1  | Royal Sporting Club Anderlecht                         | 35   | Anderlecht     | Stade Constant Vanden Stock | Hugo Broos          | 1935-1936 (67e)      | 73e         | 2e                |
| 2  | Royal Antwerp Football Club                            | 1    | Deurne         | Bosuilstadion               | René Desaeyere      | 2000-2001 (4e)       | 96e         | 12e               |
| 3  | Koninklijke Football Club Germinal Beerschot Antwerpen | 3530 | Anvers         | Kiel                        | Marc Brys           | 1989-1990 (15e)      | 15e         | 14e               |
| 4  | Koninklijke Sportkring Beveren                         | 2300 | Beveren        | Freethielstadion            | Herman Helleputte   | 1997-1998 (7e)       | 43e         | 11e               |
| 5  | Cercle Brugge Koninklijke Sportvereniging              | 12   | Bruges         | Olympiastadion              | Jerko Tipurić       | 2003-2004 (1re)      | 70e         | Division 2 : 1er  |
| 6  | Club Brugge Koninklijke Voetbalvereniging              | 3    | Bruges         | Olympiastadion              | Trond Sollied       | 1959-1960 (45e)      | 82e         | 1er               |
| 7  | Royal Charleroi Sporting Club                          | 22   | Charleroi      | Stade du Mambourg           | Dante Brogno        | 1985-1986 (19e)      | 40e         | 16e               |
| 8  | Koninklijke Racing Club Genk                           | 322  | Genk           | Fenixstadion                | Sef Vergoossen      | 1996-1997 (8e)       | 22e         | 6e                |
| 9  | Koninklijke Atletieke Associatie Gent                  | 7    | Gand           | Jules Ottenstadion          | Jan Olde Riekerink  | 1989-1990 (15e)      | 65e         | 8e                |
| 10 | Koninklijke Heusden-Zolder Sportkring                  | 2614 | Heusden-Zolder | Fenixstadion                | Peter Balette       | 2003-2004 (1re)      | 1re         | Division 2 : 3e   |
| 11 | Royal Standard de Liège                                | 16   | Sclessin       | Stade de Sclessin           | Dominique D'Onofrio | 1921-1922 (80e)      | 85e         | 7e                |
| 12 | Koninklijke Lierse Sportkring                          | 30   | Lierre         | Herman Vanderpoortenstadion | Emilio Ferrera      | 1988-1989 (16e)      | 67e         | 5e                |
| 13 | Koninklijke Sporting Club Lokeren Oost-Vlaanderen      | 282  | Lokeren        | Daknamstadion               | Paul Put            | 1996-1997 (8e)       | 27e         | 3e                |
| 14 | Royale Association Athlétique Louviéroise              | 93   | La Louvière    | Stade du Tivoli             | Ariël Jacobs        | 2000-2001 (4e)       | 7e          | 15e               |
| 15 | Royal Albert Elisabeth Club de Mons                    | 44   | Mons           | Stade Charles Tondreau      | Marc Grosjean       | 2002-2003 (2e)       | 2e          | 9e                |
| 16 | Royal Excelsior Mouscron                               | 224  | Mouscron       | Le Canonnier                | Georges Leekens     | 1996-1997 (8e)       | 8e          | 13e               |
| 17 | Koninklijke Sint-Truidense Voetbalverening             | 373  | Saint-Trond    | Stayenveld                  | Jacky Mathijssen    | 1994-1995 (10e)      | 31e         | 4e                |
| 18 | Koninklijke Voetbalclub Westerlo                       | 2024 | Westerlo       | Het Kuipje                  | Jan Ceulemans       | 1997-1998 (7e)       | 7e          | 10e               |

### Localisation des clubs
| Antwerp FC GBA Lierse SK KVC Westerlo AA Gent KSC Lokeren KSK Beveren FC Bruges CS Bruges RSC Anderlecht Sint-Truidense VV KRC Genk Heusden-Zolder Charleroi Mouscron RAA Louviéroise Mons Standard de Liège |

## Résultats et classements

### Résultats des rencontres
Avec dix-huit clubs engagés, 306 matches sont au programme de la saison.
| Résultats (▼dom., ►ext.)                                   | AND | ANT | GBA | BEV | CSB | FCB | CHA | RCG | AAG | HZO | LIE | LOK | LOU | MON | MOU | STT | STA | WES |
| R. SC Anderlecht                                           |     | 3-1 | 4-0 | 1-0 | 3-2 | 1-1 | 3-2 | 2-1 | 2-0 | 6-0 | 2-1 | 2-1 | 1-1 | 4-1 | 0-0 | 3-0 | 1-4 | 5-1 |
| R. Antwerp FC                                              | 0-2 |     | 0-4 | 0-3 | 2-2 | 0-4 | 3-1 | 3-1 | 0-1 | 1-1 | 3-1 | 0-3 | 1-3 | 0-0 | 3-1 | 1-2 | 0-4 | 2-1 |
| K. FC GB Antwerpen                                         | 1-0 | 1-0 |     | 2-1 | 2-1 | 2-0 | 3-1 | 2-2 | 0-2 | 1-3 | 1-1 | 2-1 | 0-0 | 1-0 | 2-2 | 0-0 | 1-2 | 0-2 |
| K. SK Beveren                                              | 2-3 | 5-2 | 0-0 |     | 1-1 | 1-3 | 1-0 | 3-1 | 2-4 | 2-0 | 0-1 | 1-1 | 1-0 | 2-0 | 0-3 | 1-4 | 0-2 | 0-3 |
| Cercle Brugge KSV                                          | 0-2 | 1-2 | 1-0 | 0-4 |     | 0-2 | 3-2 | 0-0 | 1-0 | 2-3 | 0-0 | 2-2 | 2-1 | 0-1 | 1-1 | 2-1 | 2-0 | 0-0 |
| Club Brugge KV                                             | 1-0 | 4-0 | 2-1 | 3-0 | 5-0 |     | 1-0 | 1-0 | 1-1 | 3-0 | 3-0 | 2-1 | 3-3 | 2-0 | 4-2 | 2-1 | 1-0 | 4-0 |
| R. Charleroi SC                                            | 0-1 | 0-1 | 0-1 | 0-1 | 0-0 | 1-1 |     | 4-3 | 2-0 | 2-1 | 0-1 | 1-2 | 2-2 | 1-0 | 1-0 | 1-1 | 0-1 | 3-1 |
| K. RC Genk                                                 | 0-1 | 3-1 | 1-1 | 1-0 | 3-1 | 1-0 | 2-0 |     | 1-0 | 4-1 | 2-0 | 3-1 | 1-1 | 0-0 | 2-0 | 4-0 | 1-1 | 1-0 |
| K. AA Gent                                                 | 1-3 | 1-1 | 1-1 | 2-1 | 1-1 | 0-1 | 1-1 | 1-1 |     | 2-0 | 1-1 | 1-1 | 3-0 | 0-0 | 0-0 | 0-1 | 0-0 | 0-2 |
| K. Heusden-Zolder SK                                       | 2-4 | 0-0 | 2-0 | 1-4 | 0-0 | 4-2 | 3-1 | 2-3 | 1-1 |     | 0-0 | 2-3 | 1-3 | 2-0 | 1-1 | 0-1 | 1-1 | 0-1 |
| K. Lierse SK                                               | 1-1 | 1-0 | 0-0 | 1-0 | 0-0 | 1-1 | 1-1 | 3-5 | 0-0 | 4-0 |     | 2-1 | 1-1 | 0-2 | 2-2 | 1-1 | 0-1 | 0-1 |
| K. SC Lokeren O.-V.                                        | 0-6 | 3-0 | 0-1 | 1-2 | 0-2 | 2-0 | 0-2 | 2-1 | 1-1 | 3-0 | 2-0 |     | 3-0 | 0-0 | 1-1 | 0-0 | 1-1 | 1-3 |
| R. AA Louviéroise                                          | 1-4 | 1-1 | 0-0 | 3-2 | 2-0 | 0-4 | 0-0 | 5-2 | 2-2 | 2-0 | 0-1 | 3-2 |     | 1-1 | 1-2 | 0-0 | 3-2 | 1-1 |
| R. AEC de Mons                                             | 0-2 | 1-0 | 3-0 | 2-2 | 0-0 | 0-9 | 2-2 | 0-1 | 0-1 | 1-2 | 1-3 | 1-1 | 1-0 |     | 3-3 | 3-4 | 1-1 | 0-0 |
| R. Excelsior Mouscron                                      | 0-1 | 2-0 | 3-2 | 5-0 | 4-0 | 1-1 | 3-0 | 3-1 | 2-1 | 2-1 | 1-1 | 3-0 | 2-1 | 3-2 |     | 2-1 | 2-2 | 3-2 |
| K. Sint-Truidense VV                                       | 1-3 | 2-1 | 0-0 | 1-1 | 0-0 | 3-2 | 1-2 | 0-3 | 0-2 | 2-1 | 3-2 | 1-2 | 1-2 | 1-2 | 1-1 |     | 1-2 | 0-0 |
| R. Standard de Liège                                       | 1-1 | 3-0 | 2-1 | 4-0 | 7-0 | 3-1 | 1-1 | 0-2 | 2-0 | 4-1 | 1-1 | 1-0 | 0-2 | 4-0 | 3-3 | 1-1 |     | 3-0 |
| K. VC Westerlo                                             | 0-0 | 2-1 | 3-1 | 3-2 | 1-1 | 2-3 | 2-1 | 1-1 | 2-2 | 2-0 | 2-1 | 7-3 | 0-0 | 0-1 | 1-1 | 3-0 | 2-4 |     |
| - Victoire à domicile - Match nul - Victoire à l'extérieur |     |     |     |     |     |     |     |     |     |     |     |     |     |     |     |     |     |     |

### Classement final
| Rang | Équipe                | Pts | J  | G  | N  | P  | Bp | Bc | Diff |
| ---- | --------------------- | --- | -- | -- | -- | -- | -- | -- | ---- |
| 1    | R. SC ANDERLECHT      | 81  | 34 | 25 | 6  | 3  | 77 | 27 | +50  |
| 2    | Club Brugge KV T S C  | 72  | 34 | 22 | 6  | 6  | 77 | 31 | +46  |
| 3    | R. Standard de Liège  | 65  | 34 | 18 | 11 | 5  | 68 | 31 | +37  |
| 4    | K. RC Genk            | 59  | 34 | 17 | 8  | 9  | 58 | 40 | +18  |
| 5    | R. Excelsior Mouscron | 59  | 32 | 15 | 14 | 5  | 64 | 42 | +22  |
| 6    | K. VC Westerlo        | 52  | 34 | 14 | 10 | 10 | 51 | 45 | +6   |
| 7    | K. FC GB Antwerpen    | 44  | 34 | 11 | 11 | 12 | 34 | 40 | -6   |
| 8    | R. AA Louviéroise     | 44  | 34 | 10 | 14 | 10 | 45 | 46 | -1   |
| 9    | K. AA Gent            | 40  | 34 | 8  | 16 | 10 | 33 | 34 | -1   |
| 10   | K. SC Lokeren O.-V.   | 39  | 34 | 10 | 9  | 15 | 45 | 54 | -9   |
| 11   | K. Lierse SK          | 39  | 34 | 8  | 15 | 11 | 33 | 40 | -7   |
| 12   | K. SK Beveren         | 38  | 34 | 11 | 5  | 18 | 45 | 58 | -13  |
| 13   | K. Sint-Truidense VV  | 38  | 34 | 9  | 11 | 14 | 36 | 50 | -14  |
| 14   | Cercle Brugge K. SV   | 35  | 34 | 7  | 14 | 13 | 28 | 52 | -24  |
| 15   | R. Charleroi SC       | 33  | 34 | 8  | 9  | 17 | 35 | 47 | -12  |
| 16   | R. AEC de Mons        | 33  | 34 | 7  | 12 | 15 | 29 | 52 | -23  |
| 17   | K. Heusden-Zolder SK  | 28  | 34 | 7  | 7  | 20 | 36 | 68 | -32  |
| 18   | R. Antwerp FC         | 27  | 34 | 7  | 6  | 21 | 30 | 67 | -37  |

Légende
- Champion de Belgique 2004 et qualifié pour la « Ligue des champions » la saison suivante
- Club qualifié pour la « Ligue des champions » la saison suivante
- Club qualifié pour la « Coupe UEFA » la saison suivante
- Club qualifié pour la « Coupe Intertoto » la saison suivante
- Club relégué pour la saison suivante

Abréviations
T : Tenant du titre 2003

C : Vainqueur de la Coupe de Belgique 2003-2004

S : Vainqueur de la Supercoupe de Belgique 2003

 : club promu de « Division 2 » depuis la saison précédente

### Meilleur buteur
Luigi Pieroni (R. Excelsior Mouscron) avec 28 goals. Il est le 54e joueur belge à être sacré meilleur buteur du championnat.

#### Classement des buteurs
Le tableau ci-dessous reprend les seize meilleurs buteurs du championnat, soit les joueurs ayant inscrit dix buts ou plus durant la saison.
| #   | Pays | Joueur                | Club                  | Buts | Matches joués |
| --- | ---- | --------------------- | --------------------- | ---- | ------------- |
| 1.  |      | Luigi Pieroni         | R. Excelsior Mouscron | 28   | 30            |
| 2.  |      | Émile Mpenza          | R. Standard de Liège  | 21   | 28            |
| 3.  |      | Tosin Dosunmu         | K. VC Westerlo        | 16   | 34            |
| 4.  |      | Aruna Dindane         | R. SC Anderlecht      | 15   | 26            |
| =.  |      | Gert Verheyen         | Club Brugge KV        | 15   | 32            |
| 6.  |      | Andrés Mendoza        | Club Brugge KV        | 14   | 25            |
| =.  |      | Cédric Roussel        | K. RC Genk            | 14   | 31            |
| 8.  |      | Rune Lange            | Club Brugge KV        | 12   | 25            |
| 9.  |      | Nordin Jbari          | Cercle Brugge K. SV   | 11   | 28            |
| =.  |      | Kevin Vandenbergh     | K. RC Genk            | 11   | 30            |
| =.  |      | Mbo Mpenza            | R. Excelsior Mouscron | 11   | 31            |
| 12. |      | Constant Kipré Kaiper | K. SK Beveren         | 10   | 16            |
| =.  |      | José Ilson dos Santos | K. SC Lokeren O.-V.   | 10   | 16            |
| =.  |      | Ivica Mornar          | R. SC Anderlecht      | 10   | 31            |
| =.  |      | Jonathan Walasiak     | R. Standard de Liège  | 10   | 33            |
| =.  |      | Igor de Camargo       | K. Heusden-Zolder SK  | 10   | 33            |

## Récapitulatif de la saison
- Champion : R. SC Anderlecht (27e titre)
- Première équipe à remporter 27 titres de champion de Belgique
- 49e titre pour la province de Brabant.

| Région flamande (12)            | Région flamande (12) | Province de Brabant (1)      | Province de Brabant (1) | Région wallonne (5)    | Région wallonne (5) |
| ------------------------------- | -------------------- | ---------------------------- | ----------------------- | ---------------------- | ------------------- |
| Province d'Anvers               | 4                    | Région de Bruxelles-Capitale | 1                       | Province de Hainaut    | 4                   |
| Province de Flandre-Occidentale | 2                    | Province du Brabant flamand  | 0                       | Province de Liège      | 1                   |
| Province de Flandre-Orientale   | 3                    | Province du Brabant wallon   | 0                       | Province de Luxembourg | 0                   |
| Province de Limbourg            | 3                    |                              |                         | Province de Namur      | 0                   |

1. ↑  Au niveau footballistique, la province de Brabant est toujours unitaire malgré sa partition territoriale en 1995.

### Admission et relégation
Le Royal Antwerp Football Club et le K. Heusden-Zolder SK terminent aux deux dernières places et sont relégués. Ils sont remplacés par le Football Club Molenbeek Brussels, champion de deuxième division, et le KV Ostende, vainqueur du tour final.

### Débuts en Division 1
Un club fait ses débuts dans la plus haute division belge. Il est le 71e club différent à y apparaître.
- Le K. Heusden-Zolder SK est le 9e club de la province de Limbourg à évoluer dans la plus haute division belge.

### Changement de nom
Après la relégation du K. Heusden-Zolder SK, le KRC Genk cesse son partenariat avec le club, qui doit se trouver un autre stade. Il déménage au Mijnstadion à Beringen et prend le nom de Koninklijke Beringen Heusden-Zolder Sportkring, souvent abrégé en KBHZ.

### Bilan de la saison
| Championnat de Belgique de football 2003-2004 |                                                |
| Champion                                      | R. SC Anderlecht (27e titre)                   |
| Dauphin                                       | Club Brugge KV                                 |
| Coupes et trophées                            |                                                |
| Vainqueur de la Coupe de Belgique 2003-2004   | Club Brugge KV                                 |
| Vainqueur de la Supercoupe de Belgique 2003   | Club Brugge KV                                 |
| Qualifications continentales                  |                                                |
| Ligue des champions de l'UEFA 2004-2005       | R. SC Anderlecht (Troisième tour préliminaire) |
| Ligue des champions de l'UEFA 2004-2005       | Club Brugge KV (Deuxième tour préliminaire)    |
| Coupe UEFA 2004-2005                          | K. SK Beveren (Deuxième tour préliminaire)     |
| Coupe UEFA 2004-2005                          | R. Standard de Liège (Premier tour)            |
| Coupe Intertoto 2004                          | K. RC Genk (Deuxième tour)                     |
| Coupe Intertoto 2004                          | K. VC Westerlo (Deuxième tour)                 |
| Coupe Intertoto 2004                          | K. AA Gent (Premier tour)                      |
| Promotions et relégations                     |                                                |
| Promus en Division 1                          | FC Molenbeek Brussels                          |
| Promus en Division 1                          | KV Oostende                                    |
| Relégués en Division 2                        | Royal Antwerp Football Club                    |
| Relégués en Division 2                        | K. Heusden-Zolder SK                           |